# Schimperella atrotheca
Schimperella atrotheca là một loài Rêu trong họ Brachytheciaceae. Loài này được (P. de la Varde) P. de la Varde miêu tả khoa học đầu tiên năm 1954.